# Élections cantonales de 1994 en Ille-et-Vilaine
Les élections cantonales ont lieu les 20 et 27 mars 1994. Ces élections se déroulent seulement un an après les législatives et un an avant la présidentielle, qui écrase l'enjeu de ce scrutin.

## Conxtexte départemental

### Assemblée départementale sortante
Avant les élections, le conseil général d'Ille-et-Vilaine est présidé par le Centre des démocrates sociaux (composante de l'UDF). Il comprend 53 conseillers généraux issus des 53 cantons d'Ille-et-Vilaine, 26 d'entre eux sont renouvelables lors de ces élections.
Deux nouveaux cantons ont été créés le 27 février 1991 : 
- Betton (issu du canton de Rennes-Nord, qui ne regroupe alors plus que la portion rennaise) ;
- Cesson-Sévigné (scission de Rennes Sud-Est).

| Président du conseil général | Président du conseil général                           | Président du conseil général        | Président du conseil général |
| ---------------------------- | ------------------------------------------------------ | ----------------------------------- | ---------------------------- |
|                              | Pierre Méhaignerie UDF (Centre des démocrates sociaux) |                                     |                              |
| Étiquette                    | Étiquette                                              | Étiquette                           | Élus                         |
|                              |                                                        | UDF (Centre des démocrates sociaux) | 17                           |
|                              | Divers droite                                          | 8                                   |                              |
|                              | Rassemblement pour la République                       | 8                                   |                              |
|                              | UDF (Parti républicain)                                | 3                                   |                              |
|                              | UDF (Perspectives et Réalités)                         | 1                                   |                              |
| Majorité                     | Majorité                                               | 37                                  |                              |
|                              |                                                        | Parti socialiste                    | 13                           |
|                              | Divers gauche                                          | 1                                   |                              |
| Opposition                   | Opposition                                             | 14                                  |                              |

## Résultats à l'échelle du département

### Résultats
| Parti et coalition         | Parti et coalition               | Parti et coalition                 | Premier tour | Premier tour | Second tour | Second tour | Sièges |
| Parti et coalition         | Parti et coalition               | Parti et coalition                 | Voix         | %            | Voix        | %           | Sièges |
| -------------------------- | -------------------------------- | ---------------------------------- | ------------ | ------------ | ----------- | ----------- | ------ |
|                            |                                  | Union pour la démocratie française | 44 000       | 26,04        | 44 394      | 34,48       | 7      |
|                            | Divers droite                    | 21 081                             | 12,47        | 9 754        | 7,58        | 3           |        |
|                            | Rassemblement pour la République | 17 264                             | 10,22        | 12 996       | 10,10       | 4           |        |
| Total Droite parlementaire | Total Droite parlementaire       | 82 345                             | 48,73        | 67 144       | 52,16       | 14          |        |
|                            |                                  | Parti socialiste                   | 49 707       | 29,41        | 51 079      | 39,68       | 10     |
|                            | Parti communiste français        | 7 706                              | 4,56         |              |             | -           |        |
|                            | Mouvement des réformateurs       | 4 203                              | 2,49         | 5 451        | 4,23        | 1           |        |
|                            | Divers gauche                    | 4 058                              | 2,40         |              |             | -           |        |
|                            | Mouvement des radicaux de gauche | 2 388                              | 1,41         | 2 445        | 1,90        | 1           |        |
| Total Gauche parlementaire | Total Gauche parlementaire       | 68 062                             | 40,28        | 58 975       | 45,81       | 12          |        |
|                            | Front national                   | Front national                     | 6 404        | 3,79         |             |             | -      |
|                            | Génération écologie              | Génération écologie                | 4 356        | 2,58         | 2 616       | 2,03        | -      |
|                            | Les Verts                        | Les Verts                          | 4 081        | 2,41         |             |             | -      |
|                            | Extrême gauche                   | Extrême gauche                     | 1 029        | 0,61         | -           |             |        |
|                            | Divers écologiste                | Divers écologiste                  | 945          | 0,56         | -           |             |        |
|                            | Régionaliste (Emgann et UDB)     | Régionaliste (Emgann et UDB)       | 883          | 0,52         | -           |             |        |
|                            | Extrême droite                   | Extrême droite                     | 587          | 0,35         | -           |             |        |
|                            | Divers (PLN)                     | Divers (PLN)                       | 294          | 0,17         | -           |             |        |
|                            |                                  |                                    |              |              |             |             |        |
| Inscrits                   | Inscrits                         | Inscrits                           | 290 099      | 100,00       | 225 705     | 100,00      | 26     |
| Abstentions                | Abstentions                      | Abstentions                        | 113 693      | 39,19        | 90 573      | 40,13       |        |
| Votants                    | Votants                          | Votants                            | 176 406      | 60,81        | 135 132     | 59,87       |        |
| Blancs et nuls             | Blancs et nuls                   | Blancs et nuls                     | 7 420        | 4,21         | 6 397       | 4,73        |        |
| Exprimés                   | Exprimés                         | Exprimés                           | 168 986      | 95,79        | 128 735     | 95,27       |        |

### Résultats en nombre de sièges
| Parti | Parti         | Sièges | Sièges | Évolution |
| Parti | Parti         | En jeu | Élus   | Évolution |
| ----- | ------------- | ------ | ------ | --------- |
|       | PS            | 11     | 10     | -1        |
|       | MRG           | 0      | 1      | 1         |
|       | MDR           | 0      | 1      | 1         |
|       | Divers droite | 1      | 1      | 0         |
|       | UDF           | 9      | 8      | -1        |
|       | RPR           | 5      | 5      | 0         |

### Assemblée départementale à l'issue des élections
| Président du conseil général | Président du conseil général                           | Président du conseil général        | Président du conseil général |
| ---------------------------- | ------------------------------------------------------ | ----------------------------------- | ---------------------------- |
|                              | Pierre Méhaignerie UDF (Centre des démocrates sociaux) |                                     |                              |
| Étiquette                    | Étiquette                                              | Étiquette                           | Élus                         |
|                              |                                                        | UDF (Centre des démocrates sociaux) | 16                           |
|                              | Divers droite                                          | 9                                   |                              |
|                              | Rassemblement pour la République                       | 8                                   |                              |
|                              | UDF (Parti républicain)                                | 3                                   |                              |
|                              | UDF (Perspectives et Réalités)                         | 1                                   |                              |
| Majorité                     | Majorité                                               | 37                                  |                              |
|                              |                                                        | Parti socialiste                    | 13                           |
|                              | Divers gauche                                          | 1                                   |                              |
|                              | Mouvement des réformateurs                             | 1                                   |                              |
|                              | Mouvement des radicaux de gauche                       | 1                                   |                              |
| Opposition                   | Opposition                                             | 16                                  |                              |

## Résultats par canton

### Canton d'Antrain
| Candidats  | Candidats                    | Étiquette  | Premier tour | Premier tour |
| Candidats  | Candidats                    | Étiquette  | Voix         | %            |
| ---------- | ---------------------------- | ---------- | ------------ | ------------ |
|            | Michel Lahogue sortant réélu | app. PS    | 2 473        | 54,65        |
|            | Jean-Louis Burgot            | RPR        | 1 314        | 29,04        |
|            | Louis Brard                  | UDF        | 458          | 10,12        |
|            | Michel Payen                 | PCF        | 214          | 4,79         |
|            | Éric Quemener                | Alt        | 66           | 1,46         |
|            |                              |            |              |              |
| Inscrits   | Inscrits                     | Inscrits   | 6 657        | 100,00       |
| Abstention | Abstention                   | Abstention | 1 824        | 27,40        |
| Votants    | Votants                      | Votants    | 4 833        | 72,60        |
| Exprimés   | Exprimés                     | Exprimés   | 4 525        | 93,63        |

### Canton d'Argentré-du-Plessis
M. Jean Bourdais, sortant UDF-CDS depuis 1970, ne se représente pas.
| Candidats  | Candidats       | Étiquette  | Premier tour | Premier tour |
| Candidats  | Candidats       | Étiquette  | Voix         | %            |
| ---------- | --------------- | ---------- | ------------ | ------------ |
|            | Émile Blandeau  | DVD        | 2 824        | 52,42        |
|            | Henri Durand    | DVG        | 2 086        | 38,72        |
|            | Marcel Tireau   | PS         | 393          | 7,30         |
|            | Philippe Randal | PCF        | 84           | 1,56         |
|            |                 |            |              |              |
| Inscrits   | Inscrits        | Inscrits   | 8 050        | 100,00       |
| Abstention | Abstention      | Abstention | 2 406        | 29,89        |
| Votants    | Votants         | Votants    | 5 644        | 70,11        |
| Exprimés   | Exprimés        | Exprimés   | 5 387        | 95,45        |

### Canton de Betton
| Candidats  | Candidats            | Étiquette     | Premier tour | Premier tour | Deuxième tour | Deuxième tour |
| Candidats  | Candidats            | Étiquette     | Voix         | %            | Voix          | %             |
| ---------- | -------------------- | ------------- | ------------ | ------------ | ------------- | ------------- |
|            | Paul Ruaudel sortant | Divers droite | 3 401        | 42,55        | 3 924         | 46,77         |
|            | Philippe Tourtelier  | PS            | 3 194        | 39,96        | 4 466         | 53,23         |
|            | Thierry Anneix       | GÉ            | 895          | 11,20        |               |               |
|            | Alain Gilles         | PCF           | 304          | 3,80         |               |               |
|            | Renald Moquart       | FN            | 199          | 2,49         |               |               |
|            |                      |               |              |              |               |               |
| Inscrits   | Inscrits             | Inscrits      | 13 597       | 100,00       | 13 597        | 100,00        |
| Abstention | Abstention           | Abstention    | 5 277        | 38,81        | 4 847         | 35,65         |
| Votants    | Votants              | Votants       | 8 320        | 61,19        | 8 750         | 64,35         |
| Exprimés   | Exprimés             | Exprimés      | 7 993        | 96,07        | 8 390         | 95,89         |

### Canton de Châteaugiron
| Candidats  | Candidats                    | Étiquette          | Premier tour | Premier tour | Deuxième tour | Deuxième tour |
| Candidats  | Candidats                    | Étiquette          | Voix         | %            | Voix          | %             |
| ---------- | ---------------------------- | ------------------ | ------------ | ------------ | ------------- | ------------- |
|            | Pierre Le Treut sortant      | UDF (CDS)          | 3 417        | 44,45        | 3 724         | 49,18         |
|            | Daniel Ostoréro élu          | Divers gauche (PS) | 2 605        | 33,89        | 3 848         | 50,82         |
|            | Hélène Jollivet-Quatreboeufs | Les Verts          | 895          | 11,20        |               |               |
|            | Henri Leroy                  | FN                 | 445          | 5,79         |               |               |
|            | Christian Roche              | PCF                | 337          | 4,38         |               |               |
|            |                              |                    |              |              |               |               |
| Inscrits   | Inscrits                     | Inscrits           | 13 054       | 100,00       | 13 054        | 100,00        |
| Abstention | Abstention                   | Abstention         | 5 059        | 38,75        | 5 169         | 39,60         |
| Votants    | Votants                      | Votants            | 7 995        | 61,25        | 7 885         | 60,40         |
| Exprimés   | Exprimés                     | Exprimés           | 7 687        | 96,15        | 7 572         | 96,03         |

### Canton de Châteauneuf-d'Ille-et-Vilaine
| Candidats  | Candidats                | Étiquette     | Premier tour | Premier tour | Deuxième tour | Deuxième tour |
| Candidats  | Candidats                | Étiquette     | Voix         | %            | Voix          | %             |
| ---------- | ------------------------ | ------------- | ------------ | ------------ | ------------- | ------------- |
|            | Jean Daniel sortant      | PS            | 1 928        | 40,01        | 2 378         | 48,49         |
|            | Jean-Francis Richeux élu | UDF (PR)      | 1 151        | 23,88        | 2 526         | 51,51         |
|            | Pierre Fagot             | RPR           | 955          | 19,82        | Retrait       | Retrait       |
|            | Jean-François Fantou     | Divers droite | 388          | 8,05         |               |               |
|            | Françoise Pivert         | FN            | 227          | 4,71         |               |               |
|            | Jean Le Beslour          | PCF           | 170          | 3,53         |               |               |
|            |                          |               |              |              |               |               |
| Inscrits   | Inscrits                 | Inscrits      | 7 411        | 100,00       | 7 411         | 100,00        |
| Abstention | Abstention               | Abstention    | 2 332        | 31,47        | 2 326         | 31,39         |
| Votants    | Votants                  | Votants       | 5 079        | 68,53        | 5 085         | 68,61         |
| Exprimés   | Exprimés                 | Exprimés      | 4 819        | 94,88        | 4 904         | 96,44         |

### Canton de Dinard
Antoine Launay PS, élu depuis 1988 ne se représente pas.
| Candidats  | Candidats           | Étiquette                | Premier tour | Premier tour | Deuxième tour | Deuxième tour |
| Candidats  | Candidats           | Étiquette                | Voix         | %            | Voix          | %             |
| ---------- | ------------------- | ------------------------ | ------------ | ------------ | ------------- | ------------- |
|            | Charles Thébaut élu | Divers droite (UDF, RPR) | 2 188        | 21,66        | 3 934         | 38,16         |
|            | Daniel Billot       | PS                       | 1 984        | 19,19        | 3 758         | 36,46         |
|            | Marius Mallet       | UDF (PR)                 | 1 856        | 17,95        | Retrait       | Retrait       |
|            | Brice Lalonde       | GÉ                       | 1 794        | 17,35        | 2 616         | 25,38         |
|            | Philippe Mahot      | Divers droite            | 1 121        | 10,84        |               |               |
|            | Yannick Mary        | FN                       | 548          | 5,30         |               |               |
|            | Maurice Bellanger   | PCF                      | 458          | 4,43         |               |               |
|            | Didier Dufour       | Divers gauche            | 392          | 3,79         |               |               |
|            |                     |                          |              |              |               |               |
| Inscrits   | Inscrits            | Inscrits                 | 16 305       | 100,00       | 16 305        | 100,00        |
| Abstention | Abstention          | Abstention               | 5 520        | 33,86        | 5 578         | 34,21         |
| Votants    | Votants             | Votants                  | 10 785       | 66,14        | 10 727        | 65,79         |
| Exprimés   | Exprimés            | Exprimés                 | 10 341       | 95,88        | 10 308        | 96,09         |

### Canton de Dol-de-Bretagne
| Candidats  | Candidats                    | Étiquette     | Premier tour | Premier tour | Deuxième tour | Deuxième tour |
| Candidats  | Candidats                    | Étiquette     | Voix         | %            | Voix          | %             |
| ---------- | ---------------------------- | ------------- | ------------ | ------------ | ------------- | ------------- |
|            | Michel Esneu sortant réélu   | RPR           | 2 567        | 47,02        | 2 784         | 51,13         |
|            | Pierre Peigne                | Divers gauche | 1 286        | 23,56        | 2 661         | 48,87         |
|            | Pierre Sevegoud              | MRG (PS)      | 426          | 7,80         |               |               |
|            | Yannick Richard              | MDC           | 366          | 6,70         |               |               |
|            | Hervé Guérin                 | Les Verts     | 248          | 4,54         |               |               |
|            | Yves Vignon                  | FN            | 199          | 3,65         |               |               |
|            | Jean-Claude Martin           | PCF           | 231          | 4,23         |               |               |
|            | Adrien Marulier Grand Mesnil | MDR           | 136          | 2,49         |               |               |
|            |                              |               |              |              |               |               |
| Inscrits   | Inscrits                     | Inscrits      | 8 892        | 100,00       | 8 892         | 100,00        |
| Abstention | Abstention                   | Abstention    | 3 097        | 34,83        | 3 186         | 35,83         |
| Votants    | Votants                      | Votants       | 5 795        | 65,17        | 5 706         | 64,17         |
| Exprimés   | Exprimés                     | Exprimés      | 5 459        | 94,20        | 5 445         | 95,43         |

### Canton de Fougères-Nord
| Candidats  | Candidats                       | Étiquette             | Premier tour | Premier tour | Deuxième tour | Deuxième tour |
| Candidats  | Candidats                       | Étiquette             | Voix         | %            | Voix          | %             |
| ---------- | ------------------------------- | --------------------- | ------------ | ------------ | ------------- | ------------- |
|            | Louis Feuvrier élu              | MDR (PS)              | 4 067        | 43,04        | 5 451         | 55,29         |
|            | Marie-Thérèse Boisseau sortante | UDF (CDS)             | 3 767        | 39,86        | 4 408         | 44,71         |
|            | Jean-Marc Weiler                | Les Verts             | 712          | 7,53         |               |               |
|            | Jean-Claude Guillerm            | PCF                   | 440          | 4,66         |               |               |
|            | Jacques Dehergne                | Divers droite         | 289          | 3,06         |               |               |
|            | Christian Georgeault            | Régionaliste (Emgann) | 175          | 1,85         |               |               |
|            |                                 |                       |              |              |               |               |
| Inscrits   | Inscrits                        | Inscrits              | 16 936       | 100,00       | 16 936        | 100,00        |
| Abstention | Abstention                      | Abstention            | 6 739        | 39,98        | 3 186         | 37,81         |
| Votants    | Votants                         | Votants               | 10 197       | 60,02        | 10 532        | 62,19         |
| Exprimés   | Exprimés                        | Exprimés              | 9 450        | 92,67        | 9 859         | 93,61         |

### Canton de Guichen
Jacques Renault RPR, élu depuis 1970 ne se représente pas.
| Candidats  | Candidats        | Étiquette          | Premier tour | Premier tour | Deuxième tour | Deuxième tour |
| Candidats  | Candidats        | Étiquette          | Voix         | %            | Voix          | %             |
| ---------- | ---------------- | ------------------ | ------------ | ------------ | ------------- | ------------- |
|            | Marcel Hamel élu | Divers gauche (PS) | 3 801        | 46,74        | 4 679         | 61,35         |
|            | Joël Sieller     | UDF                | 2 562        | 31,50        | 2 948         | 38,65         |
|            | Daniel Bossard   | Divers gauche      | 577          | 7,09         |               |               |
|            | Joël Josselin    | diss. PS           | 487          | 5,99         |               |               |
|            | Alain Tirel      | PCF                | 459          | 5,64         |               |               |
|            | Jeanne Beynel    | FN                 | 247          | 3,04         |               |               |
|            |                  |                    |              |              |               |               |
| Inscrits   | Inscrits         | Inscrits           | 12 949       | 100,00       | 12 949        | 100,00        |
| Abstention | Abstention       | Abstention         | 4 545        | 35,10        | 5 014         | 38,72         |
| Votants    | Votants          | Votants            | 8 404        | 64,90        | 7 935         | 61,28         |
| Exprimés   | Exprimés         | Exprimés           | 8 133        | 96,78        | 7 627         | 96,12         |

### Canton de Janzé
Maurice Drouet UDF-CDS, élu depuis 1976 ne se représente pas.
| Candidats  | Candidats                   | Étiquette     | Premier tour | Premier tour | Deuxième tour | Deuxième tour |
| Candidats  | Candidats                   | Étiquette     | Voix         | %            | Voix          | %             |
| ---------- | --------------------------- | ------------- | ------------ | ------------ | ------------- | ------------- |
|            | Danielle Dufeu élue         | UDF (CDS)     | 2 124        | 41,45        | 2 424         | 54,28         |
|            | Paul Chaussée               | Divers droite | 1 256        | 24,51        | 2 042         | 45,72         |
|            | Maurice Huchet de Quénetain | UDF           | 604          | 11,79        |               |               |
|            | Pascal Lambert              | PS            | 450          | 8,78         |               |               |
|            | Dominique Le Duff           | PCF           | 275          | 5,37         |               |               |
|            | Marcel Havard               | Divers droite | 204          | 3,98         |               |               |
|            | Richard Enfroy              | FN            | 171          | 3,34         |               |               |
|            | Marie Jamelais Brusq        | Divers (PLN)  | 40           | 0,01         |               |               |
|            |                             |               |              |              |               |               |
| Inscrits   | Inscrits                    | Inscrits      | 7 842        | 100,00       | 7 842         | 100,00        |
| Abstention | Abstention                  | Abstention    | 2 483        | 31,66        | 2 922         | 37,26         |
| Votants    | Votants                     | Votants       | 5 359        | 68,34        | 4 920         | 62,74         |
| Exprimés   | Exprimés                    | Exprimés      | 5 124        | 95,61        | 4 466         | 90,77         |

### Canton de La Guerche-de-Bretagne
| Candidats  | Candidats                      | Étiquette  | Premier tour | Premier tour |
| Candidats  | Candidats                      | Étiquette  | Voix         | %            |
| ---------- | ------------------------------ | ---------- | ------------ | ------------ |
|            | Patrick Lassourd sortant réélu | RPR        | 3 462        | 73,97        |
|            | Guy Gerbaud                    | PS         | 896          | 19,15        |
|            | Yves Vatar                     | FN         | 215          | 4,59         |
|            | Jean-Pierre Georgeault         | PCF        | 107          | 2,29         |
|            |                                |            |              |              |
| Inscrits   | Inscrits                       | Inscrits   | 7 811        | 100,00       |
| Abstention | Abstention                     | Abstention | 2 687        | 27,40        |
| Votants    | Votants                        | Votants    | 5 124        | 65,60        |
| Exprimés   | Exprimés                       | Exprimés   | 4 680        | 91,33        |

### Canton de Maure-de-Bretagne
| Candidats  | Candidats                | Étiquette      | Premier tour | Premier tour | Deuxième tour | Deuxième tour |
| Candidats  | Candidats                | Étiquette      | Voix         | %            | Voix          | %             |
| ---------- | ------------------------ | -------------- | ------------ | ------------ | ------------- | ------------- |
|            | Georges François sortant | UDF (PR)       | 941          | 27,04        | 1 118         | 31,37         |
|            | Marcel Joly élu          | UDF (CDS)      | 834          | 23,97        | 1 225         | 34,37         |
|            | Pierre Reboux            | UDF (CDS)      | 816          | 23,45        | 1 221         | 34,26         |
|            | Robert Maleuvre          | Divers droite  | 384          | 11,03        |               |               |
|            | Emmanuelle Bernard       | PS             | 232          | 6,67         |               |               |
|            | Hubert Langlois          | FN             | 145          | 4,17         |               |               |
|            | Joël François            | PCF            | 86           | 2,47         |               |               |
|            | Bertrand Fairier         | Extrême gauche | 42           | 1,21         |               |               |
|            |                          |                |              |              |               |               |
| Inscrits   | Inscrits                 | Inscrits       | 5 100        | 100,00       | 5 100         | 100,00        |
| Abstention | Abstention               | Abstention     | 1 508        | 29,57        | 1 405         | 27,55         |
| Votants    | Votants                  | Votants        | 3 592        | 70,43        | 3 695         | 72,45         |
| Exprimés   | Exprimés                 | Exprimés       | 3 480        | 96,88        | 3 564         | 96,45         |

### Canton de Montauban-de-Bretagne
André Faramin UDF-CDS, élu depuis 1964 ne se représente pas.
| Candidats  | Candidats          | Étiquette   | Premier tour | Premier tour | Deuxième tour | Deuxième tour |
| Candidats  | Candidats          | Étiquette   | Voix         | %            | Voix          | %             |
| ---------- | ------------------ | ----------- | ------------ | ------------ | ------------- | ------------- |
|            | Marie Daugan       | UDF-CDS (*) | 1 538        | 31,90        | 2 802         | 64,59         |
|            | Gérard Pinson      | RPR         | 965          | 20,02        | Retrait       | Retrait       |
|            | Robert Chérel      | PS          | 923          | 19,15        | 1 536         | 35,41         |
|            | Jean-Claude Omnes  | DVD         | 734          | 15,23        | Retrait       | Retrait       |
|            | Évelyne Hyvert     | DVD         | 455          | 9,44         |               |               |
|            | Dominique Buron    | PCF         | 66           | 1,37         |               |               |
|            | René Poirier       | DVD         | 60           | 1,24         |               |               |
|            | Janine Lepreux     | FN          | 43           | 0,89         |               |               |
|            | Catherine Virgilio | RUT         | 37           | 0,77         |               |               |
|            |                    |             |              |              |               |               |
| Inscrits   | Inscrits           | Inscrits    | 6 150        | 100,00       | 6 150         | 100,00        |
| Abstention | Abstention         | Abstention  | 1 266        | 20,58        | 1 535         | 24,96         |
| Votants    | Votants            | Votants     | 4 884        | 79,42        | 4 615         | 75,04         |
| Exprimés   | Exprimés           | Exprimés    | 4 821        | 98,71        | 4 338         | 94,00         |

### Canton de Montfort-sur-Meu
| Candidats  | Candidats                      | Étiquette  | Premier tour | Premier tour | Deuxième tour | Deuxième tour |
| Candidats  | Candidats                      | Étiquette  | Voix         | %            | Voix          | %             |
| ---------- | ------------------------------ | ---------- | ------------ | ------------ | ------------- | ------------- |
|            | Victor Préauchat sortant réélu | PS         | 4 067        | 44,27        | 5 267         | 56,81         |
|            | Gérard Demeure                 | UDF (P&R)  | 2 025        | 22,04        | 4 005         | 43,19         |
|            | Joseph Thébaud                 | UDF (CDS)  | 1 949        | 21,21        | Retrait       | Retrait       |
|            | Alfred Legros                  | PCF        | 455          | 4,95         |               |               |
|            | Brigitte Foucade               | FN         | 410          | 4,46         |               |               |
|            | Louis Nogues                   | RPR        | 281          | 3,06         |               |               |
|            |                                |            |              |              |               |               |
| Inscrits   | Inscrits                       | Inscrits   | 14 898       | 100,00       | 14 898        | 100,00        |
| Abstention | Abstention                     | Abstention | 5 246        | 35,21        | 5 239         | 35,17         |
| Votants    | Votants                        | Votants    | 9 652        | 64,79        | 9 659         | 64,83         |
| Exprimés   | Exprimés                       | Exprimés   | 9 187        | 95,18        | 9 272         | 95,99         |

### Canton de Mordelles
| Candidats  | Candidats             | Étiquette  | Premier tour | Premier tour |
| Candidats  | Candidats             | Étiquette  | Voix         | %            |
| ---------- | --------------------- | ---------- | ------------ | ------------ |
|            | Christian Le Maout *  | PS         | 4 401        | 50,15        |
|            | Jean-Pierre Le Dantec | DVD        | 2 689        | 30,64        |
|            | Jean Tchoubar         | GE         | 744          | 8,48         |
|            | Gérard Hirel          | PCF        | 479          | 5,46         |
|            | Christian Ressort     | FN         | 462          | 5,26         |
|            |                       |            |              |              |
| Inscrits   | Inscrits              | Inscrits   | 15 396       | 100,00       |
| Abstention | Abstention            | Abstention | 6 300        | 40,92        |
| Votants    | Votants               | Votants    | 9 096        | 59,08        |
| Exprimés   | Exprimés              | Exprimés   | 8 775        | 96,47        |

*sortant

### Canton de Redon
Jean-Baptiste Lelièvre UDF-CDS, élu depuis 1970 ne se représente pas.
| Candidats  | Candidats         | Étiquette          | Premier tour | Premier tour |
| Candidats  | Candidats         | Étiquette          | Voix         | %            |
| ---------- | ----------------- | ------------------ | ------------ | ------------ |
|            | Alain Madelin élu | UDF (PR)           | 4 145        | 55,45        |
|            | Jean-René Marsac  | PS                 | 1 938        | 25,93        |
|            | Francis Mahé      | PCF                | 526          | 7,04         |
|            | Émile Granville   | Régionaliste (UDB) | 492          | 6,58         |
|            | Thierry Benoist   | FN                 | 224          | 3,00         |
|            | Rodolphe Dubois   | Divers gauche      | 150          | 2,01         |
|            |                   |                    |              |              |
| Inscrits   | Inscrits          | Inscrits           | 15 396       | 100,00       |
| Abstention | Abstention        | Abstention         | 6 300        | 40,92        |
| Votants    | Votants           | Votants            | 9 096        | 59,08        |
| Exprimés   | Exprimés          | Exprimés           | 8 775        | 96,47        |

### Canton de Rennes-Bréquigny
| Candidats  | Candidats         | Étiquette  | Premier tour | Premier tour | Deuxième tour | Deuxième tour |
| Candidats  | Candidats         | Étiquette  | Voix         | %            | Voix          | %             |
| ---------- | ----------------- | ---------- | ------------ | ------------ | ------------- | ------------- |
|            | François Richou * | PS         | 1 741        | 41,17        | 2 350         | 56,89         |
|            | Benoît Caron      | RPR        | 1 248        | 29,51        | 1 781         | 43,11         |
|            | Joël Morfoisse    | Verts      | 345          | 8,16         |               |               |
|            | Christian Gendron | EXG        | 293          | 6,93         |               |               |
|            | Nicolas Toussaint | FN         | 236          | 5,58         |               |               |
|            | Wilfried Lunel    | PCF        | 224          | 5,30         |               |               |
|            | Bruno Lagadec     | PRG        | 142          | 3,36         |               |               |
|            |                   |            |              |              |               |               |
| Inscrits   | Inscrits          | Inscrits   | 9 968        | 100,00       | 9 968         | 100,00        |
| Abstention | Abstention        | Abstention | 5 582        | 56,00        | 5 629         | 56,47         |
| Votants    | Votants           | Votants    | 4 386        | 44,00        | 4 339         | 43,53         |
| Exprimés   | Exprimés          | Exprimés   | 4 229        | 96,42        | 4 131         | 95,21         |

*sortant

### Canton de Rennes-Centre-Sud
| Candidats  | Candidats                     | Étiquette    | Premier tour | Premier tour | Deuxième tour | Deuxième tour |
| Candidats  | Candidats                     | Étiquette    | Voix         | %            | Voix          | %             |
| ---------- | ----------------------------- | ------------ | ------------ | ------------ | ------------- | ------------- |
|            | Jeannine Huon sortante réélue | PS           | 2 148        | 42,15        | 2 802         | 54,56         |
|            | François Turmel               | UDF (PR)     | 1 823        | 35,77        | 2 334         | 45,44         |
|            | Paul Renaud                   | GÉ           | 346          | 6,79         |               |               |
|            | Michel Deniel                 | PCF          | 306          | 6,00         |               |               |
|            | Pierre Maugendre              | FN           | 255          | 5,00         |               |               |
|            | Casimir Champadonde           | MRG          | 176          | 3,45         |               |               |
|            | Gérard Thia Kime              | Divers (PLN) | 42           | 0,82         |               |               |
|            |                               |              |              |              |               |               |
| Inscrits   | Inscrits                      | Inscrits     | 11 010       | 100,00       | 11 010        | 100,00        |
| Abstention | Abstention                    | Abstention   | 5 758        | 52,30        | 5 680         | 51,59         |
| Votants    | Votants                       | Votants      | 5 252        | 47,70        | 5 330         | 48,41         |
| Exprimés   | Exprimés                      | Exprimés     | 5 096        | 97,03        | 5 136         | 96,36         |

### Canton de Rennes-Nord-Est
| Candidats  | Candidats                     | Étiquette         | Premier tour | Premier tour | Deuxième tour | Deuxième tour |
| Candidats  | Candidats                     | Étiquette         | Voix         | %            | Voix          | %             |
| ---------- | ----------------------------- | ----------------- | ------------ | ------------ | ------------- | ------------- |
|            | Jean-Michel Boucheron sortant | PS                | 1 968        | 37,35        | 2 680         | 49,83         |
|            | Régine Brissot élue           | UDF (CDS)         | 1 499        | 28,45        | 2 698         | 50,17         |
|            | Aldin Zandonai                | RPR               | 680          | 12,91        |               |               |
|            | Yves Cochet                   | Les Verts         | 447          | 8,48         |               |               |
|            | Lionel Tacque                 | FN                | 283          | 5,37         |               |               |
|            | Jean-Michel Héry              | PCF               | 262          | 4,97         |               |               |
|            | Alain Guéguen                 | Divers écologiste | 110          | 2,09         |               |               |
|            | Alain Louvet                  | Divers (PLN)      | 20           | 0,38         |               |               |
|            |                               |                   |              |              |               |               |
| Inscrits   | Inscrits                      | Inscrits          | 11 628       | 100,00       | 11 628        | 100,00        |
| Abstention | Abstention                    | Abstention        | 6 221        | 53,50        | 6 057         | 52,08         |
| Votants    | Votants                       | Votants           | 5 407        | 46,50        | 5 571         | 47,91         |
| Exprimés   | Exprimés                      | Exprimés          | 5 269        | 97,45        | 5 378         | 96,54         |

### Canton de Rennes-Nord-Ouest
| Candidats  | Candidats                     | Étiquette            | Premier tour | Premier tour | Deuxième tour | Deuxième tour |
| Candidats  | Candidats                     | Étiquette            | Voix         | %            | Voix          | %             |
| ---------- | ----------------------------- | -------------------- | ------------ | ------------ | ------------- | ------------- |
|            | Frédéric Venien sortant réélu | PS                   | 2 671        | 37,50        | 3 733         | 51,45         |
|            | Philippe Rouault              | UDF (CDS)            | 2 558        | 35,91        | 3 522         | 48,55         |
|            | Éric Berroche                 | PCF                  | 415          | 5,83         |               |               |
|            | Dominiqu Boullier             | GÉ                   | 410          | 5,76         |               |               |
|            | Christian Barbier             | FN                   | 372          | 5,22         |               |               |
|            | Jean-Yves Desdoigts           | Extrême gauche (R&V) | 254          | 3,57         |               |               |
|            | Honoré Puil                   | MRG                  | 227          | 3,19         |               |               |
|            | Michel Génin                  | Régionaliste (UDB)   | 216          | 3,03         |               |               |
|            |                               |                      |              |              |               |               |
| Inscrits   | Inscrits                      | Inscrits             | 15 204       | 100,00       | 15 204        | 100,00        |
| Abstention | Abstention                    | Abstention           | 7 794        | 51,26        | 7 587         | 49,90         |
| Votants    | Votants                       | Votants              | 7 410        | 48,74        | 7 617         | 50,10         |
| Exprimés   | Exprimés                      | Exprimés             | 7 123        | 96,13        | 7 255         | 95,25         |

### Canton de Rennes-Sud-Ouest
Georges Cano PS, élu depuis 1973 ne se représente pas.
| Candidats  | Candidats           | Étiquette            | Premier tour | Premier tour | Deuxième tour | Deuxième tour |
| Candidats  | Candidats           | Étiquette            | Voix         | %            | Voix          | %             |
| ---------- | ------------------- | -------------------- | ------------ | ------------ | ------------- | ------------- |
|            | Daniel Delaveau élu | PS                   | 2 772        | 37,49        | 4 013         | 55,28         |
|            | Lionel Sonnet       | UDF (CDS)            | 1 580        | 21,37        | 3 247         | 44,72         |
|            | Yannick Le Moing    | RPR                  | 1 072        | 14,50        |               |               |
|            | Christian Benoist   | PCF                  | 745          | 10,08        |               |               |
|            | Joëlle Lifchutz     | Les Verts            | 547          | 7,40         |               |               |
|            | Claude Deniel       | FN                   | 383          | 5,18         |               |               |
|            | Gérard Hamon        | Extrême gauche (R&V) | 234          | 3,16         |               |               |
|            | Roger Brusq         | Divers (PLN)         | 61           | 0,82         |               |               |
|            |                     |                      |              |              |               |               |
| Inscrits   | Inscrits            | Inscrits             | 15 451       | 100,00       | 15 451        | 100,00        |
| Abstention | Abstention          | Abstention           | 7 755        | 50,19        | 7 841         | 50,74         |
| Votants    | Votants             | Votants              | 7 696        | 49,81        | 7 610         | 49,26         |
| Exprimés   | Exprimés            | Exprimés             | 7 394        | 96,08        | 7 260         | 95,40         |

### Canton de Saint-Aubin-du-Cormier
| Candidats  | Candidats                    | Étiquette      | Premier tour | Premier tour | Deuxième tour | Deuxième tour |
| Candidats  | Candidats                    | Étiquette      | Voix         | %            | Voix          | %             |
| ---------- | ---------------------------- | -------------- | ------------ | ------------ | ------------- | ------------- |
|            | Pierre Renault sortant réélu | RPR            | 1 608        | 42,65        | 2 110         | 51,58         |
|            | Jean Taillandier             | app. PS        | 1 347        | 35,73        | 1 981         | 48,42         |
|            | Robert Gayet                 | PS             | 625          | 16,58        | Retrait       | Retrait       |
|            | Vincent Malherbe             | MRG            | 89           | 2,36         |               |               |
|            | Réginald Issigonis           | FN             | 60           | 1,59         |               |               |
|            | Christian Moigne             | PCF            | 41           | 1,09         |               |               |
|            | Philippe Roussel             | Extrême gauche | 0            | 0,00         |               |               |
|            |                              |                |              |              |               |               |
| Inscrits   | Inscrits                     | Inscrits       | 5 407        | 100,00       | 5 407         | 100,00        |
| Abstention | Abstention                   | Abstention     | 1 489        | 27,54        | 1 176         | 21,75         |
| Votants    | Votants                      | Votants        | 3 918        | 72,46        | 4 231         | 78,25         |
| Exprimés   | Exprimés                     | Exprimés       | 3 770        | 96,22        | 4 091         | 96,69         |

### Canton de Saint-Malo-Nord
| Candidats  | Candidats                | Étiquette      | Premier tour | Premier tour | Deuxième tour | Deuxième tour |
| Candidats  | Candidats                | Étiquette      | Voix         | %            | Voix          | %             |
| ---------- | ------------------------ | -------------- | ------------ | ------------ | ------------- | ------------- |
|            | Catherine Jacquemin élue | UDF (CDS)      | 4 899        | 44,09        | 6 192         | 55,59         |
|            | Louis Chopier sortant    | PS             | 3 307        | 29,76        | 4 927         | 44,21         |
|            | Yannick Le Brelot        | Les Verts      | 887          | 7,98         |               |               |
|            | Jacques Doré             | FN             | 709          | 6,33         |               |               |
|            | Réginald Debroise        | Divers droite  | 670          | 6,03         |               |               |
|            | Jean-Charles Le Sager    | PCF            | 505          | 4,55         |               |               |
|            | Olivier Cazal            | Extrême droite | 140          | 1,26         |               |               |
|            |                          |                |              |              |               |               |
| Inscrits   | Inscrits                 | Inscrits       | 21 665       | 100,00       | 21 665        | 100,00        |
| Abstention | Abstention               | Abstention     | 10 015       | 46,23        | 9 837         | 45,40         |
| Votants    | Votants                  | Votants        | 11 650       | 53,77        | 11 828        | 54,60         |
| Exprimés   | Exprimés                 | Exprimés       | 11 111       | 95,37        | 11 139        | 94,17         |

### Canton de Saint-Méen-le-Grand
| Candidats  | Candidats                   | Étiquette         | Premier tour | Premier tour | Deuxième tour | Deuxième tour |
| Candidats  | Candidats                   | Étiquette         | Voix         | %            | Voix          | %             |
| ---------- | --------------------------- | ----------------- | ------------ | ------------ | ------------- | ------------- |
|            | André Guillou sortant réélu | RPR               | 1 996        | 42,35        | 2 387         | 57,12         |
|            | Guy de Dieuleveult          | Divers droite     | 1 253        | 26,59        | 1 792         | 42,88         |
|            | Michel Clouin               | PS                | 907          | 19,24        | Retrait       | Retrait       |
|            | Paul Daoulas                | Divers écologiste | 300          | 6,37         |               |               |
|            | Catherine Jacob             | FN                | 141          | 2,99         |               |               |
|            | Joseph Gosmat               | PCF               | 76           | 1,61         |               |               |
|            | Pascal Brandily             | Extrême gauche    | 40           | 0,85         |               |               |
|            |                             |                   |              |              |               |               |
| Inscrits   | Inscrits                    | Inscrits          | 6 500        | 100,00       | 6 500         | 100,00        |
| Abstention | Abstention                  | Abstention        | 1 687        | 25,95        | 2 005         | 30,85         |
| Votants    | Votants                     | Votants           | 4 813        | 74,05        | 4 495         | 69,15         |
| Exprimés   | Exprimés                    | Exprimés          | 4 713        | 97,92        | 4 179         | 92,97         |

### Canton de Tinténiac
Thérèse Noguès UDF-CDS, élue depuis 1988 ne se représente pas.
| Candidats  | Candidats           | Étiquette            | Premier tour | Premier tour | Deuxième tour | Deuxième tour |
| Candidats  | Candidats           | Étiquette            | Voix         | %            | Voix          | %             |
| ---------- | ------------------- | -------------------- | ------------ | ------------ | ------------- | ------------- |
|            | André Leveuvre élu  | Divers gauche (MRG)  | 1 328        | 30,61        | 2 445         | 55,06         |
|            | Armel Lescop        | app. RPR             | 1 092        | 25,17        | 1 996         | 44,94         |
|            | Pierre Saget        | Divers droite        | 636          | 14,66        | Retrait       | Retrait       |
|            | Charles de Lorgeril | Extrême droite       | 447          | 10,30        |               |               |
|            | Émile Aubry         | PS                   | 407          | 9,38         |               |               |
|            | Jean Perters        | GÉ                   | 167          | 3,85         |               |               |
|            | François Cobac      | PCF                  | 130          | 3,00         |               |               |
|            | Yves de la Herverie | FN                   | 68           | 1,57         |               |               |
|            | Jacques Ars         | Extrême gauche (RUT) | 63           | 145          |               |               |
|            |                     |                      |              |              |               |               |
| Inscrits   | Inscrits            | Inscrits             | 5 719        | 100,00       | 5 719         | 100,00        |
| Abstention | Abstention          | Abstention           | 1 260        | 22,03        | 1 117         | 19,53         |
| Votants    | Votants             | Votants              | 4 459        | 77,97        | 4 602         | 80,47         |
| Exprimés   | Exprimés            | Exprimés             | 4 338        | 97,29        | 4 441         | 96,50         |

### Canton de Vitré-Est
| Candidats  | Candidats                        | Étiquette         | Premier tour | Premier tour |
| Candidats  | Candidats                        | Étiquette         | Voix         | %            |
| ---------- | -------------------------------- | ----------------- | ------------ | ------------ |
|            | Pierre Méhaignerie sortant réélu | UDF (CDS)         | 6 007        | 71,02        |
|            | Corinne Jauréguy                 | PS                | 1 243        | 14,70        |
|            | Marcel Lacour                    | Divers écologiste | 535          | 6,33         |
|            | Émile Barois                     | FN                | 362          | 4,28         |
|            | Félix Letruc                     | PCF               | 311          | 3,68         |
|            |                                  |                   |              |              |
| Inscrits   | Inscrits                         | Inscrits          | 14 371       | 100,00       |
| Abstention | Abstention                       | Abstention        | 5 368        | 37,35        |
| Votants    | Votants                          | Votants           | 9 003        | 62,65        |
| Exprimés   | Exprimés                         | Exprimés          | 8 458        | 93,95        |